# ロンターノ (リゲティ)
『ロンターノ』（Lontano）は、ジェルジ・リゲティが1967年に作曲した管弦楽曲。演奏時間は10分あまり。
トーン・クラスターを使用した抽象的な作品であるにもかかわらず、2001年の京都賞の贈賞理由の中では本作を「氏の作品の中でも独特な叙情性をたたえた作品」と評している。

## 概要
1960年代初期のリゲティの作品は『アトモスフェール』に代表されるように、ある範囲の半音階のすべての音を塗りつぶすようなトーン・クラスターを特徴としていた。しかし1966年の合唱曲『ルクス・エテルナ』のトーン・クラスターでは半音階的堆積の手法を脱した。この作品は全音階的に進行する16の声部から構成されるカノンだが、個々の声部は聞きとれず、移り変るテクスチャとして認識されるミクロ・ポリフォニーの作品だった（カノンによるクラスターは『アトモスフェール』でも部分的に使われていたが、曲の主要な原理にはなっていなかった）。その翌年に書かれた『ロンターノ』は『ルクス・エテルナ』の改良・再作曲版とも言える内容になっている。
題名は「遠くの、はるかな」という意味のイタリア語で、リゲティは本曲について「ずっと昔に忘れた子供時代の夢の世界を開く窓を、不思議なやわらかい水晶の層から覗いたもの」と記述している。リゲティはまたキーツの詩「ナイチンゲールに寄す」にいう「見捨てられた妖精の地」（遠く離れた、美しいが恐ろしいもの）が本曲を作曲するためのアイディアになっていると認めている。
1967年10月22日のドナウエッシンゲン音楽祭で、エルネスト・ブール指揮の南西ドイツ放送交響楽団によって初演された。
曲はまず4本のフルート、ついで4本のクラリネットによる変イ音の伸ばしにはじまって、少しずつずれていくカノンを形成するが、次々により低い楽器がはいってくるために徐々に音色が暗くなっていくように聞こえる。やがて音はひとつに収束し、ついでヴァイオリンの極端な高音と低音楽器の異様な組み合わせが出現する。それからふたたび中音域が充填されていく。
リゲティは『ロンターノ』の最後の部分をブルックナー交響曲第8番の第3楽章コーダ部分と比較している。音楽上は両者はあまり似ていないが、ブルックナーにとってはシューベルトとの遠い結びつきが、リゲティにとっては過去のロマン派音楽との遠い結びつきが示されるという点で共通する。

## 編成
フルート4（2番と3番はピッコロ持ちかえ、4番はアルトフルート持ちかえ）、オーボエ4（4番はコーラングレ持ちかえ）、A管クラリネット、Bb管クラリネット3（2番はバスクラリネット持ちかえ、3番はオプションでコントラバスクラリネット）、ファゴット3、コントラファゴット、ホルン4、C管トランペット3（3番はオプションでD管）、テナートロンボーン2、テナーバストロンボーン、チューバ、弦5部（12-10-10-8-6）。
ファゴット、ヴァイオリン、チェロには、倍音を抑制するために常にミュートがつけられる。

## 使用
- スタンリー・キューブリック監督の1980年の映画『シャイニング』の中で、ダニーがダーツをして双子の娘に出会う場面で使われている。
- マーティン・スコセッシ監督の2010年の映画『シャッター アイランド』でも、オルガンのための『2つの習作』とともに使用されている[10]。